# ساشيكو كوباياشي
ساشيكو كوباياشي (باليابانية: 小林幸子) هي مغنية وملحنة وشاعرة وممثلة يابانية، ولدت في 5 ديسمبر 1953 في اليابان.

## وصلات خارجية
- ساشيكو كوباياشي على موقع IMDb (الإنجليزية)
- ساشيكو كوباياشي على موقع ميوزك برينز (الإنجليزية)
- ساشيكو كوباياشي على موقع أول ميوزيك (الإنجليزية)
- ساشيكو كوباياشي على موقع ديسكوغز (الإنجليزية)
- ساشيكو كوباياشي على موقع قاعدة بيانات الفيلم (الإنجليزية)
- ساشيكو كوباياشي على موقع ANN person (الإنجليزية)